# 1. tisíciletí př. n. l.

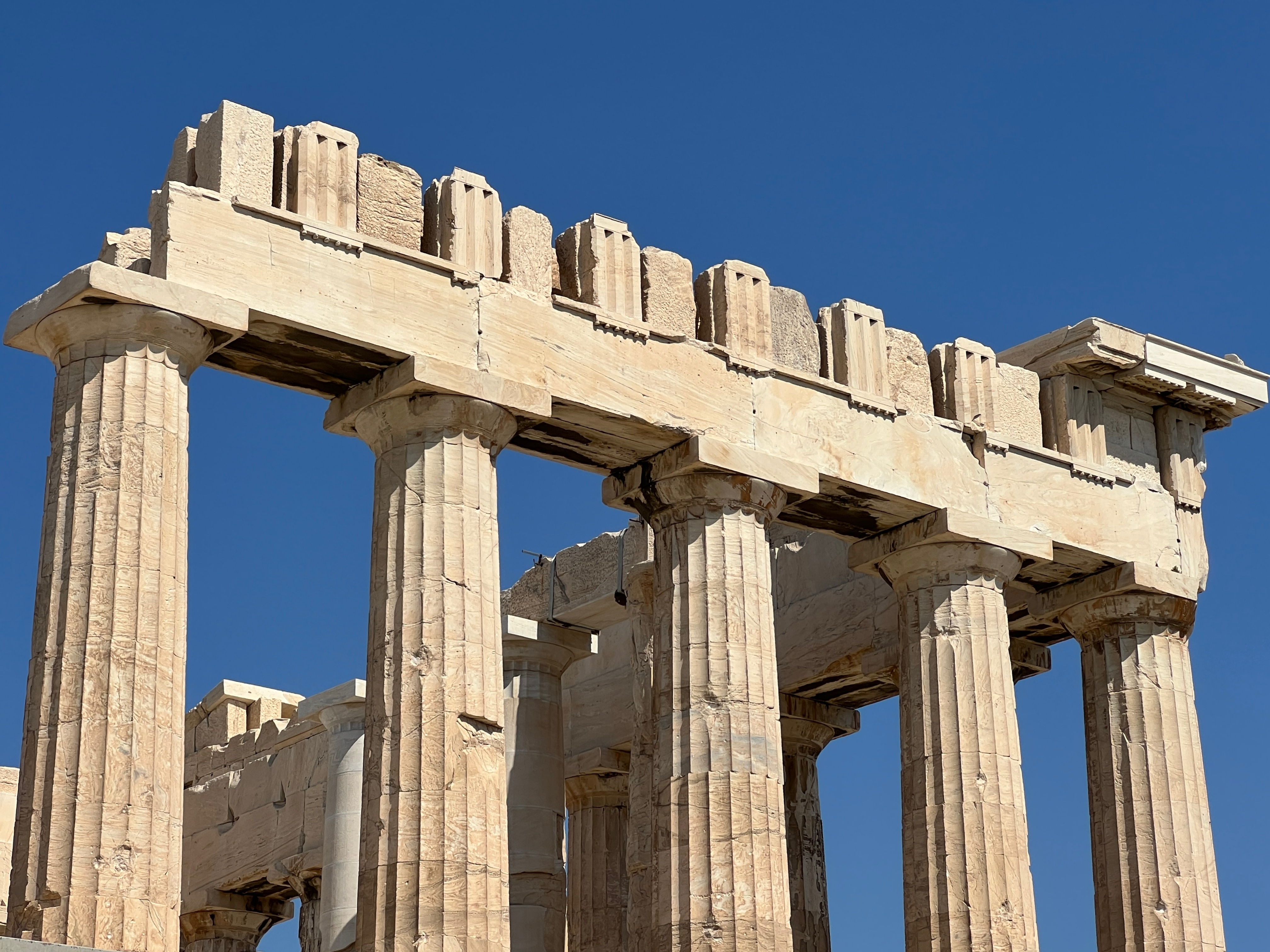
Chrám Parthenón vystavěný na athénské Akropoli v letech 447 až 438 př. n. l.

1. tisíciletí př. n. l. představuje roky 1000 př. n. l. až 1 př. n. l.

## Svět
- Vznik kočovnictví s dromedáry a s koňmi v Arábii a Eurasii. Kočovnictví se soby v severní Eurasii.
- 800 př. n. l. – 200 př. n. l. – doba osová

### Evropa
- 800 př. n. l. – začátek rozvoje Etruské kultury
- 776 př. n. l. – první olympijské hry
- 759 př. n. l. – založení Říma
- 509 př. n. l. – založení Římské republiky
- 490 př. n. l. – bitva u Marathónu
- 480 př. n. l. – bitva u Thermopyl
- 431 př. n. l. – peloponéská válka
- 395 př. n. l. – korintská válka
- 264 př. n. l. – první punská válka
- 218 př. n. l. – druhá punská válka
- 149 př. n. l. – třetí punská válka
- 31 př. n. l. – bitva u Actia

### Blízký východ
- 612 př. n. l. – Babyloňané dobyli Ninive a rozvrátili Novoasyrskou říši

### Asie
- 722–481 př. n. l. – období Jara a Podzimu v Číně

### Afrika
- 814 př. n. l. – založení Kartága
- 202 př. n. l. – bitva u Zamy
- 146 př. n. l. – vznik římské provincie Afriky

### Ameriky
- 8. století př. n. l. – Zapotékové v dnešním Mexiku
- 100 př. n. l. – začátek rozvoje Teotihuacánu